# Guitare électro-acoustique

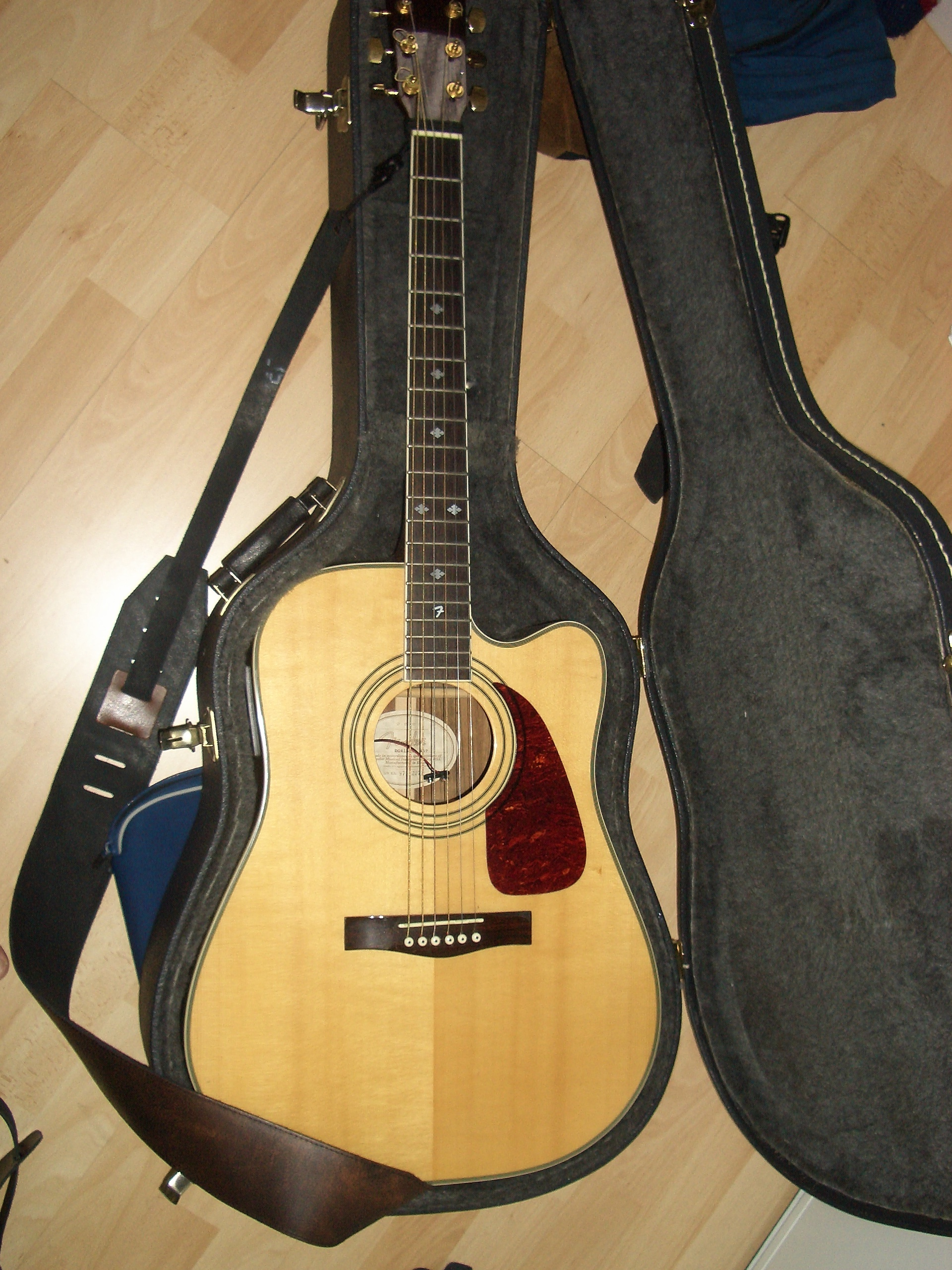
Une guitare électro-acoustique de la marque Fender.

Une guitare électro-acoustique est une guitare acoustique à laquelle on a implanté un ou plusieurs micros, dans le but de pouvoir l’amplifier ou l’enregistrer dans les meilleures conditions. Sa sonorité est soumise aux mêmes paramètres qu’une guitare purement acoustique (bois utilisés, longueur et qualité des cordes, précision des assemblages et des pièces, résonance de la caisse, dureté du vernis) mais aussi à des facteurs liés à l'amplification (type de capteur, modifications du signal, système de haut-parleur). Certaines ont des cordes en métal, d'autre ont des cordes en nylon.
Le but recherché est avant tout d’éviter l’effet Larsen qui se produit lorsque l’on utilise un micro de chant pour amplifier une guitare acoustique.